# 联合抵制1980年夏季奥运会
联合抵制1980年夏季奥运会通常称之为“抵制莫斯科奥运会”，是美国发动的抗议苏联侵略阿富汗战争活动的一部分，是迄今为止奥运史上最大规模的一次抵制活动。四年后，以苏联为首的社会主义阵营报复性地联合抵制1984年夏季奥运会，但與抵制1980年夏季奥运会的規模相比沒有那麼庞大。

## 背景
1979年苏联入侵阿富汗，杀死阿富汗人民民主党总书记哈菲佐拉·阿明。美国总统吉米·卡特对侵略者下了最后通牒，如果苏联军队不在1980年2月20日午夜之前撤出阿富汗，美国将全面抵制参加7月19日在莫斯科举办的1980年夏季奥林匹克运动会，但是苏联共产党总书记勃列日涅夫及其政府对通牒置若罔闻，并认为政治色彩不应带入纯洁的奥运之中。1980年3月21日，卡特总统宣布美国将抵制本届奥运会。
支持美国加入抵制行列的有中国、日本、西德、菲律宾和加拿大等的奧委會，其中阿尔巴尼亚、中国和索马里是抵制本届奥运会的三个社会主义国家。一些抵制这届奥运会的国家参加了在费城举办的自由之钟经典运动会。此外，英国和法国支持抵制活动，但允许他们的运动员参赛。英国和法国为此派出了一支比往届参赛人数都少的代表团参赛，然而170名运动员组成的英国代表队已经是西欧地区规模最大的参赛代表队了。 西班牙、意大利、瑞典、爱尔兰和芬兰是西欧另外一些派出运动员参赛的国家，但是意大利运动员大都隶属于军队，由于国家支持抵制而在诸多项目上未派出运动员参赛。一些拥有意大利、澳大利亚等国双重国籍的美国运动员得以前往莫斯科参赛。 
在开闭幕式中，一些国家的运动员用奥运旗帜取代了他们国家的国旗进场，这些国家包括有澳大利亚、安道尔、比利时、丹麦、法国、英国、 爱尔兰、意大利、卢森堡、荷兰、葡萄牙、波多黎各、圣马力诺、西班牙和瑞士，而苏联电视台刻意回避与评论这些镜头。此外，虽然新西兰公开支持了抵制活动，但还是有四名运动员手持他们国家的奥委会会旗独立参加了运动会。 
正是由于有16个国家的运动员未持他们的国旗参赛，所以在颁奖典礼升旗仪式上，获得奖牌的这些运动员以奥林匹克会旗、奥林匹克永久会歌取代了所在国国旗与国歌。这也导致了一些颁奖典礼上出现了同时升起三面奥委会会旗的现象。
由于抵制原因，上届奥运会举办地蒙特利尔市市长让·德拉波（Jean Drapeau）无法前往莫斯科，上届奥运会最后一棒的火炬手20岁的女选手桑德拉·亨德森（Sandra Henderson）和19岁的男选手斯蒂芬·普雷方泰恩（Stéphane Préfontaine）被派去代替他参加开幕式。洛杉矶市市旗取代了代表下届奥运会主办国美国的国旗，出现在闭幕式升旗仪式上。
尽管只有80个国家参加这届奥运会，但该届奥运会所打破的世界纪录却超过了1976年的蒙特利尔，一共有36项世界纪录、39项欧洲纪录和74项奥运会纪录被刷新。

## 未参赛的国家及地区

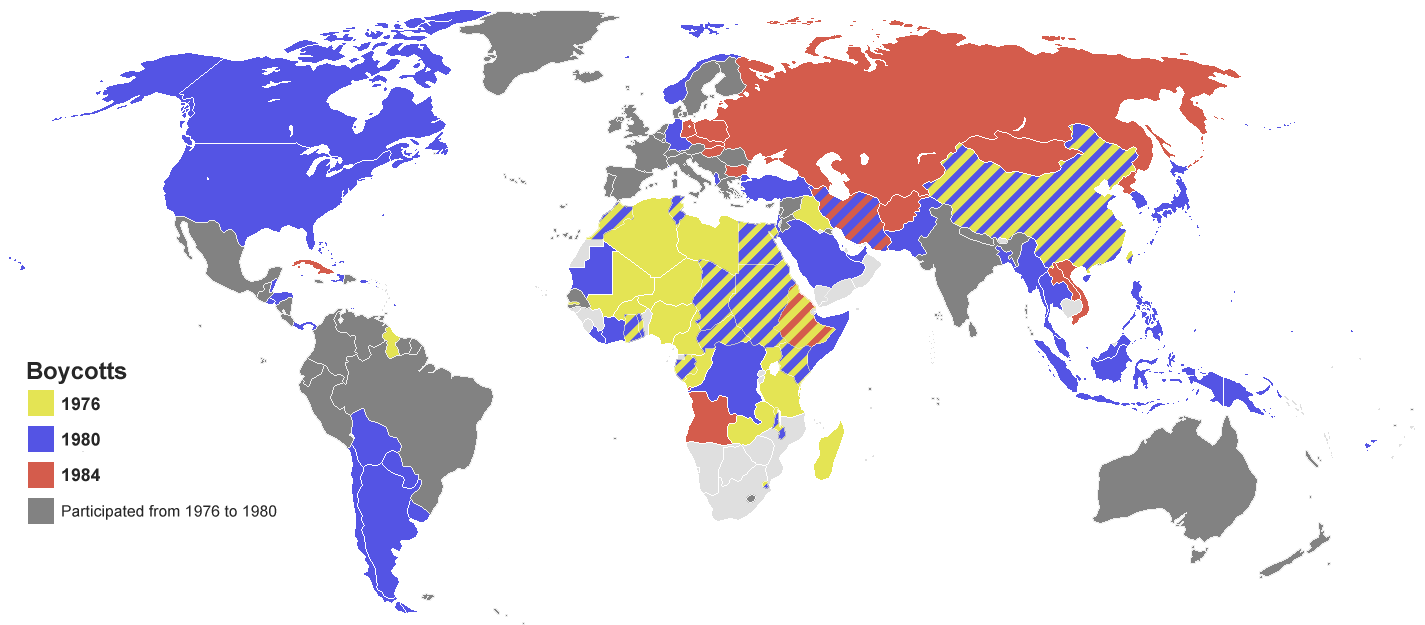
蓝色为抵制1980年奥运会的国家地区

六十四个国家及地区未参加这届奥运会，其中大部分国家地区是響應联合抵制，还有部分是由于经济原因未派队参赛。

| - 阿尔巴尼亚 - 安提瓜和巴布达 - 阿根廷 - 巴哈马 - 巴林 - 巴巴多斯 - 貝里斯 - 百慕大 - 玻利维亚 - 加拿大 - 开曼群岛 - 中非共和国 - 智利 - 中国 - 科特迪瓦 - 埃及 - 萨尔瓦多 - 斐济 - 加蓬 | - 冈比亚 - 海地 - 洪都拉斯 - 香港 - 印度尼西亚 - 伊朗 - 以色列 - 日本 - 韩国 - 利比里亚 - 列支敦士登 - 马拉维 - 马来西亚 - 毛里塔尼亚 - 毛里求斯 - 摩纳哥 - 摩洛哥 - 挪威 - 巴基斯坦 | - 巴拿马 - 巴布亚新几内亚 - 巴拉圭 - 菲律宾 - 沙特阿拉伯 - 新加坡 - 索马里 - 苏丹 - 苏里南 - 中华台北 - 泰国 - 多哥 - 突尼斯 - 土耳其 - 阿拉伯联合酋长国 - 美国 - 乌拉圭 - 西德 - 扎伊尔 |

## 变通参加
16个国家的运动员以奥委会会旗取代国家国旗参加了该届奥运会，这些国家政府都公开抵制了这届运动会。

### 未参加开幕进场式的国家
7个国家参加了运动会，但是没有参加开幕式运动员进场式：

| - 比利时 - 法国 - 意大利 - 卢森堡 | - 荷兰 - 圣马力诺 - 瑞士 |

### 以个人名义参加开幕式进场式的国家
- 英国 - 理查德·帕尔默（Richard Palmer）
- 爱尔兰

### 运动员持奥委会会旗参赛的国家及地区
- 安道尔
- 丹麦
- 波多黎各

### 运动员持本国奥委会会旗参赛的国家
- 西班牙
- 葡萄牙
- 新西兰

## 后续影响
在此之后举行的1984年美国洛杉矶奥运会中，苏联领导了又一场奥运会联合抵制活动。苏联以大国沙文主义和反苏情绪等原因，基于运动员的安全考虑而不参加洛杉矶奥运会 。另外十五个苏联社会主义阵营国家也参加了抵制，共计十八个国家参与。其中伊朗及阿尔巴尼亚两国是既抵制莫斯科奥运会也抵制洛杉矶奥运会的国家。